# Битва при Филиппах

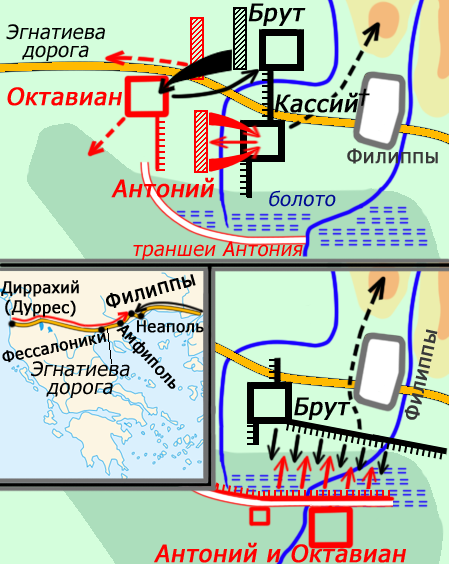
Сверху — первая битва при Филиппах, внизу — вторая битва, слева — пути триумвиров и республиканцев к Филиппам на карте Греции.

Би́тва при Фили́ппах (октябрь 42 года до н. э.) — решающее сражение гражданской войны 44—42 гг. до н. э. возле древнего македонского города Филиппы между войсками цезарианцев (второго триумвирата) во главе с Марком Антонием и Октавианом Цезарем и войсками республиканцев Марка Юния Брута и Гая Кассия Лонгина, в которой победу одержали триумвиры.

## Предыстория
15 марта 44 года до н. э. в зале сената убили диктатора Цезаря. В заговоре принимали участие около 60 человек. Это были и бывшие помпеянцы, помилованные Цезарем, и его сторонники, разочаровавшиеся в нём. Самыми видными из них были Марк Юний Брут, Гай Кассий Лонгин и Децим Юний Брут.
Собрав в своих провинциях внушительные силы в 80 тыс. пехоты и 20 тыс. кавалерии Кассий и Брут через Геллеспонт переправились на Балканы. Тем временем триумвиры с 85 тыс. пехоты и 13 тыс. конницы выдвинулись в Эпир. Так как легионы триумвирата блокировали горные переходы из Фракии в Восточную Македонию, войска республиканцев отошли к Филлипам, безуспешно пытаясь окружить авангард цезарианцев. Первоначальный план Кассия и Брута был очевиден — взять противника измором: он находился не на своей территории, был почти отрезан от путей снабжения (на море господствовал флот республиканцев). Однако они также не могли не понимать, что армия триумвиров состоит из опытных ветеранов Цезаря, которые любили своего покойного вождя и жаждали мести, и что они представляли собой очень грозную силу. Этот факт и массовое дезертирство солдат подтолкнули республиканцев прибегать к решительным действиям и выступить в открытое сражение, хотя против этого был самый талантливый из вождей заговорщиков — Кассий.

## Первая битва
Первое сражение при Филиппах началось 3 октября 42 года до н. э. Брут принял командование правым флангом, а Кассий — левым. Цезарианцы никак не ожидали битвы в этот день, так как занимались фортификационными работами, и были ошеломлены стремительной атакой противника. Октавиан в этот день болел, и Антоний вынужден был командовать армией в одиночку. Легионеры Брута обошли триумвиров и ворвались в их лагерь, разгромив там три легиона. Положение для цезарианцев было удручающее. Однако Антоний, заметив, что атакующий правый фланг республиканцев оторвался от остальных войск на расстояние, затрудняющее взаимодействие, нанес контрудар по центру и левому крылу врага. Центр выстоял, а вот левый фланг был смят и отброшен к лагерю, куда прорвались легионы Марка Антония. В этот момент, по не до конца понятным ныне причинам, Кассий покончил жизнь самоубийством.
В принципе обе стороны понесли сопоставимые потери. Но, несмотря на то, что республиканцы захватили трех легионных орлов, а противник ни одного, всё-таки позиции триумвиров выглядели более выгодными, так как республиканцы остались без лучшего военачальника, Кассия: Брут, конечно, не мог сравниться с ним в полководческих способностях.
Легионеры Кассия перешли под командование Брута, который счёл необходимым теперь придерживаться плана покойного Кассия — затягивание войны. В то же время для цезарианцев было гораздо выгоднее решающее сражение — противник был морально надломлен. Для этого цезарианцы распространяли пропаганду в рядах противника и призывали либо встать на их сторону, либо набраться храбрости и вступить с ними в бой. Брут, понимая, что весомых аргументов, в том числе и денег, у него нет, решил не испытывать терпение своих солдат и дать решающее сражение.

## Вторая битва
Второе сражение при Филиппах (23 октября 42 до н. э.) началось с удара правого крыла республиканцев и их кратковременного успеха. Однако центр и левое крыло в этот момент бездействовали — здесь и ощутилось отсутствие Кассия. Этим воспользовались Антоний и Октавиан, нанеся сокрушительный удар по левому флангу. Центр был также смят. Остатки армии республиканцев бежали к лагерю, где Брут покончил с собой. Всем выжившим воинам Брута цезарианцы даровали прощение и зачисление в свою армию, кроме старших офицеров и непосредственных участников убийства Цезаря.

## Последствия
Итоги этого сражения, в котором республиканская идея Рима была похоронена, выходят далеко за рамки не только римской, но и всей древней истории. Победа цезарианцев обеспечила образование Римской империи — мирового государства с третью населения земного шара.